# Калакауа
Калакауа (Хонолулу, 16. новембар 1836 — Сан Франциско, 20. јануар 1891), рођен као Давид Ламеа Каманакапу Махинулани Налаиаехуокалани Лумиалани Калакауа, био је последњи мушки монарх Хавајског краљевства. Владао је од 12. фебруара 1874. до своје смрти. На престолу га је наследила његова сестра Лилиуокалани.

## Биографија
Калакауа је рођен 16. новембра 1836. године у 2:00 ујутру од Цезара Калуаикуа Капакеа и Аналее Кеохокалоле у травнатој колиби његовог деде по мајци под називом Аиканака у подножју кратера Пунџбовл у Хонолулу на острву Оаху. Од лозе Али'и хавајског племства, његова породица се сматрала директним наследником владајуће Династија Камехамеха, која је имала заједничко порекло из Али'и нуи Кеаве'икекахиали'иокамоку из 18. века. Рођени родитељи потицали су од Кеавеа Хеулу и Камеʻеиамокуа, двојице од пет краљевских саветника Камехамеха I током његовог освајања Краљевине Хаваја. Камеʻеиамоку, дјед његове мајке и оца, био је један од краљевских близанаца, заједно са Каманавом, који је био приказан на хавајском грбу. Међутим, Калакауа и његова браћа и сестре следили су свој високи чин у мајчиној лози и називали су се члановима „лозе Кеавеа Хеулу“, иако су каснији историчари породицу називали Династија Калакауа. Као друго преживело дете у великој породици, међу његовом биолошком браћом и сестрама били су старији брат Џејмс Калиокалани и млађа браћа и сестре Лидиа Камакаеха (касније преименована у Лилијуокалани), Анна Каиулани, Мириам Ликелике, Каимина'ауао и Вилијам Пит Лелеиохоку II.
С обзиром на то да је име Калакауа преведено у „Дан битке“, датум његовог рођења поклопио се са потписивањем неједнаког уговора који је наметнуо британски капетан Лорд Едвард Русел из ХМС Акта(1831) Камехамеха III. Он и његова браћа и сестре постали су Ханаи (неформално усвојени) са осталим члановима породице у хавајској традицији. Пре његовога рођења, родитељи су обећали своје дете да га усвоји Куини Лилиха, виско рангирана племкиња удовица поглавице Бокија. После његовог рођења, међутим, поглавица Хахео Каниу однео је бебу у Хонуакаху, у краљеву резиденцију. Кухина Нуи (регент) Елизабетх Кинау, којој се није свиђала Лилиха, предомислила се и наредила родитељима да дају бебу Хахеи и његовој супрузи Кинимаки. Када је Хахео умро 1843. године, оставио му је сво своје имање. После Хахеове смрти, старатељство је поверено његовом оцу Ханаи, који је био поглавица мањег ранга. Он је одвео Калакауа да живи у Лахајнау. Кинимака се касније удала за Паи, потчињеног тахитијског поглавицу који се према Калакауи односио као према свом рођеном сину.

## Образовање
У доби од четири године, Калакауа се вратио на Оаху како би започео школовање у дечијој школи начелника (касније преименованој у краљевску школу). Њега и његове школске другове Камехамеха III званично је прогласио способним за трон Краљевине Хаваја. Међу његовим школским колегама били су његова браћа и сестре Џејмс Калиокалани и Лидиа Камакаеха, као и њихових тринаест краљевских рођака, укључујући будуће краљеве Камехамеха IV, Камехамеха V и Луналило. Учили су их амерички мисионари Амос Стар Кук и његова супруга Џулијет Монтегју Кук. У школи је Калакауа течно говорио енглески и хавајски језик и био је познат по својој забави и хумору, а не по академској способности. Снажни дечак бранио је свог мање робусног старијег брата Калиокаланија од старијих дечака у школи.
У октобру 1840. његов деда по оцу, Каманава II, замолио је унуке да га посете ноћ пре него што га погубе због убиства његове супруге Камокуики. Следећег јутра кувари су дозволили старатељима краљевске деце Џону Папаи, Калиокалани и Калакауа да их последњи пут доведу, до Каманава II. Није познато да ли је доведена и сестра. Каснији извори, посебно у биографијама Калакауа, указивали су на то да су дечаци били живи сведоци свог деде како виси на вешалима. Историчарка Хелена Г. Ален приметила је равнодушност кувара према захтеву и трауматично искуство дечака које је су доживели.
Након што се Кук пензионисао 1850. године и затворио школу, кратко је студирао у енглеској школи за домаћу децу Џозефа Вата у Каваиахаоу, а касније се придружио пресељеној дневној школи велечасног Едварда Г. Беквита (позната и као Краљевска школа). Болест га је спречила да заврши школу и враћен је натраг у Лахаину да живи са мајком. Након службеног усавршавања, студирао је право код Чарлс Кофин Хариса 1853. године. Калакауа је именовао Хариса за врховног судију хавајског суда 1877. године.

## Политичка и војна каријера
Разни војни, владини и судски положаји Калакауа спречавали су га да у потпуности заврши правну обуку. Најранију војну обуку стекао је код пруског официра мајора Франциска Функа, дивио се пруском војном систему. 1852. године принц Лихолихо, који је касније владао као Камехамеха IV, именовао је Калакауа за једног од својих помоћника у свом војном штабу. Следеће године је Калакауа послат као капетан бревета у пешадији. У војсци је Калакауа служио као потпоручник у милицији од 240 људи свог оца Капакеа, а касније је радио као војни секретар мајора Џона Вилијама Елиота Маикаија, генералног ађутанта. Унапређен је у мајора и распоређен у лично особље Камехамеха IV када је краљ ступио на престо 1855. године. 1858. унапређен је у пуковника.
Постао је лични сарадник и пријатељ принца Лота, будућег краља Камехамеха V, који је своју мисију „Хаваји за Хаваје“ усадио младој Калакауаи. У јесен 1860. године, док је био главни секретар Министарства унутрашњих послова Краљевине, Калакауа је пратио принца Лота, поглавицу Левија Халеалеа и хавајског конзула у Перу, Јосика К. Спалдинга, на двомесечно путовање Британском Колумбијом и Калифорнијом. Испловили су из Хонолулуа 29. августа бродом Ема Роке и стигли у Викторију у Британској Колумбији 18. септембра, где су их примили локални градски угледници. У Калифорнији је странка посетила Сан Франциско, Сакраменто, Фолсом и друга локална подручја у којима су били почашћени.
Године 1856. Камехамеха IV је именовао Калакауа за члана тајног државног савета. Такође је позван у Племићки дом, горњи део законодавног тела Краљевине Хаваји 1858. године, у којм је тамо служио до 1873. године. 1859. служио је као трећи главни службеник у Министарству унутрашњих послова под принцом Лотом, министром унутрашњих послова, пре него што је постао краљ 1863. године. На овој функцији био је до 1863. године. Калакауа је именован за генералног управника поште 30. јуна 1863. године и служио је до оставке 18. марта 1865. године. Коморником краља именован је 1865. и служио је до 1869. године, када је одступио да заврши диплому правника. 1870. примљен је у хавајски бар и ангажован као адвокат у Ланд биро, на тој функцији остао је до ступања на престо. 1867. Нагарђен је витешким орденом Краљевског реда Камехамеха I.

Амерички писац Марк Тваин, који је радио као путујући извештач за Сакраменто Даили Унион, посетио је Хаваје 1866. године за време владавине Камехамехе В. Упознао је младу Калакауу и друге чланове законодавног тела и приметио: 
Почасни Давид Калакауа, који тренутно служи као Чемберлејн, образован господин и човек добрих способности. Ближи се четрдесетој, ако би требао проценути - тридесет пет. Конзервативан је, и политички прорачунат, мало показује и не говори пуно у законодавству. Он је миран, достојан, разуман човек и не би дискредитовао краљевску канцеларију. Краљ има моћ да именује свог наследника. Ако учини тако нешто, његов избор ће вероватно бити Калакауа.

## Брак
Калакауа је на кратко био верен са принцезом Виктори Камамалу, млађа сестра Камехамеха IV и Камехамеха V. Међутим, игра се завршила када је принцеза одлучила да обнови веридбу са рођаком Луналилом. Касније се Калакауа заљубио младу удовицу, Капиолани Бенета Намакеха, супруга од ујака Камехамеха IV, и краљице Емме. Капиолани, потомак краља Каумуали од Кауаија, била је чекајућа дама краљице Емме и његоватељица принца Алберта Камехамехе. Венчали су се 19. децембра 1863. у тихој церемонији под управом министра у англиканској цркви на хавајима. Време венчања је жестоко критиковано јер је пало током званичног периода жалости за краљем Камехамеха IV. Брак је остао без деце.

## Политичка превласт

### Избори 1873.
Краљ Камехамеха V умро је 12. децембра 1872. без именовања наследника престола. Према уставу Краљевине Хаваја из 1864. године, ако краљ не одреди наследника, законодавац би именовао новог краља да започне ново краљевско наследство.
Овде је било неколико кандидата за хавајски трон, укључујући Бернис Пауахи Бишоп, коју је Камехамеха V замолио да преузме трон на самрти, али је одбила понуду. Међутим, такмичење се фокусирало на двојицу високих мушких алија или поглавица: Луналило и Калакауа. Луналило је био популарнији, такође зато што је био поглавица вишег ранга од Калакауа и био је непосредни рођак Камехамеха V. Луналило је такође био либералнији од њих двојице - обећао је да ће изменити устав како би народ имао већи глас у влади. Према историчару Ралф Симпсон Кујкендалу, међу Луналиловим присталицама владало је одушевљење што су га прогласили краљем без одржавања избора. Као одговор, Луналило је издао проглас у коме је рекао да ће, иако је веровао да је законски наследник престола, бити подвргнут изборима за добро краљевине. 1. јануара 1873. одржани су популарни избори за престо краља Хаваја. Луналило је победио претежном већином, док је Калакауа прошао изузетно лоше, са 12 више од 11.000 гласова. Следећег дана, законодавно тело је подржало референдум и једногласно изабрало Луналило. Калакауа је признао.

### Избори 1874.
После Луналиловог успона, Калакауа је постављен за пуковника краљевог војног штаба. Остао је политички активан током Луналилове владавине, укључујући учешће руководства у политичкој организацији познатој као Млади Хаваји. Мото групе био је „Хаваји за Хаваје“. Политички капитал стекао је одлучним противљењем уступању дела хавајских острва страним интересима. Током побуне Хавјске краљевске гарде у касарни Иолани у септембру 1873. године, Калакауа је осумњичена да је натерао локалне стражаре да се побуне против својих белих официра. Луналило је на устанак одговорио потпуно распустивши војну јединицу, оставивши Хаваје без сталне војске до краја владавине.
Питање наследства било је главна брига, посебно с обзиром на то да је Луналило у то време био неожењен и без деце. Краљица Емма, удовица Камехамеха IV, сматрана је Луналиловим омиљеним избором као његова претпостављена наследница. С друге стране, Калакауа и његове политичке кохорте активно су водили кампању да он буде именован за његовог наследника у случају краљеве смрти. Међу осталим кандидатима за које се сматрало да могу да наследе Луналила поменута је и Бернис Пауахи Бишоп. Била је уско повезана са САД кроз брак са богатим америчким бизнисменом Чарлс Рид Бишоп, који је такође служио као један од министара у влади Луналило. Када се Луналило разболео неколико месеци након избора, Хавајски Индијанци саветовали су му да именује наследника како би избегао нове изборе. Без обзира на то што је лично осећао према Емми, никада то није записао у писаној форми. Није успео да поступи по питању наследника и умро је 3. фебруара 1874, започињући жестоке изборе. Иако се Луналило није сматрао Камехамехом, његов избор донекле је наставио линију Камехамеха, чинећи га последњим од монарха из Династије Камехамеха.
Пауахи није желео да бежи. Политичка платформа Калакауа била је да ће он владати у строгом складу са уставом краљевине. Емма се заложила за своје сигурно уверење да јој је Луналило лично рекао да жели да га наследи. Неколико људи који су тврдили да су из прве руке знали за Луналилове жеље пружили су јој јавну подршку. Када је тајни саветник Луналилов одбио ову тврдњу јавно, краљевство је било подељено по том питању. Британски комесар Џејмс Хај Водехаус упозорио је британске и америчке снаге у Хонолулуу на могуће насиље.
Избори су се одржали 12. фебруара, а Калакауа је изабрала Законодавна скупштина са разликом од тридесет девет до шест. Његов избор изазвао је устанак у судници Хонолулуа, у којем су присталице краљице Емме циљали на законодавце који су подржавали Калакауа. Прекршено је 13 закона. Краљевство је било без војске од побуне претходне године и многи полицајци који су послати да угуше устанак придружили су се гомили или нису учинили ништа. Бивши министри Калакауа и Луналила нису могли да контролишу мафију и морали су да зову у помоћ америчке и британске снаге пристале у луци да угуше устанак.

## Владавина
С обзиром на неповољну политичку климу након устанка, Калакауа је следећег дана брзо положио заклетву на церемонији којој су присуствовали владини званичници, чланови породица, страни званичници и неки случајни пролазници. Ова церемонија посвећења одржана је у Кинау Халеу, резиденцији краљевског коморника, уместо у цркви Каваиахао, као што је било уобичајено. Брзоплетост ствари натерала га је да одржи поновну церемонију крунисања 1883. године. Када се Калакауа попео на престо, наследио је свог брата Вилијама Пита Лелеиохоку, Лелеиохоку II. Када је Лелеиохоку II умро 1877. године, Калакауа је променио име своје сестре Лидије Доминис у Лилиуокалани и учинио је својом очигледном наследницом.
С обзиром на неповољну политичку климу након нереда, Калакауа је брзо положио заклетву следећег дана, на церемонији којој су присуствовали владини званичници, чланови породица, страни представници и неки гледаоци. Ова церемонија инаугурације одржана је у Кинау Халеу, резиденцији Краљевског коморника, уместо у цркви Каваиахао, као што је било уобичајено. Избрзаност афере натерала би га да одржи церемонију крунисања 1883. По ступању на престо, Калакауа је свог брата, Вилиама Пит Лелеиохокуа, именовао Лелеиохоку II за свог наследника. Када је Лелеиохоку II умро 1877. године, Калакауа је променио име своје сестре Лидиa Доминис у Лилиуокалани и одредио је за свог наследника.
Од марта до маја 1874. обишао је главна хавајска острва Кауаи, Мауи, Велико острво (Хаваји), Молокаи, Оаху и Национални историјски парк Калаупапа.

### Уговор из 1875.
Након годину дана од избора Калакауа, је помогао у преговорима о споразуму о узајамности из 1875. Овај споразум о слободној трговини између Сједињених Држава и Хаваја омогућио је бесцарински извоз шећера и других производа у Сједињене Државе. Председавао је Комисијом за реципроцитет, коју су чинили плантажер шећера Хенри А. П. Цартер из Ц. Бревер & Цо., главни судија Хаваја Елиша Хунт Ален и државни секретар Вилиам Ловтхиан Грен. Калакауа је био први владајући монарх који је посетио Америку. Државна вечера у његову част, коју је приредио председник Јулисиз Симпсон Грант, била је прва државна вечера Беле куће која је икада одржана.
Многи у хавајској пословној заједници били су спремни да уступе Перл Харбор Сједињеним Државама у замену за уговор, али Калакауа се успротивио тој идеји. Седмогодишњи уговор потписан је 30. јануара 1875. године, а да ниједна хавајска земља није уступљена. Рафинерија шећера из Сан Франциска Клаус Спрекелс постао је главни инвеститор у шећерну индустрију на Хавајима. У почетку је купио половину прве године производње; на крају је постао главни акционар плантажа. Спрекелс је постао један од блиских сарадника Калакауае.
Након истека уговора, преговарано је о продужењу, што је Сједињеним Државама омогућило ексклузивну употребу Перл Харбор. Ратификација са обе стране трајала је две године и једанаест месеци, уговор је размењени 9. децембра 1887. године, за следећих седам година.
Током владавине Калакауа, уговор је имао велики утицај на приходе краљевине. 1874. године Хаваји су извезли 1.839.620,27 долара производа. Вредност извезених производа 1890. године, последње године његове владавине, износила је 13.282.729,48 УСД, што је пораст од 722%. Извоз шећера у том периоду порастао је са 24.566.611 фунти на 330.822.879 фунти

### Студенти
Образовање хавајске омладине у иностранству био је владин образовни програм током владавине Калакауа како би се ученицима помогло да наставе даље образовање изван институција доступних на Хавајима у то време. Између 1880. и 1887. године, Калакауа је изабрао 18 студената за упис на универзитет или шегртовање за занат, изван Краљевине Хаваја. Ови студенти су се школовали у Италији, Енглеској, Шкотској, Кини, Јапану и Калифорнији. Током трајања програма, законодавац је издвојио 100.000 америчких долара за стипендије. Када је ступио на снагу Бајонет устав, студенти су опозвани на хаваје.

### Пут око света
Краљ Калакауа и његови дечачки пријатељи Виллиам Невинс Армстронг и Цхарлес Хастингс Јудд, заједно су са личним куваром Робертом вон Оелхоффеном, обишли свет 1881. Сврха 281-дневног путовања била је подстицање увоза радне снаге за плантаже. Калакауа је поставио светски рекорд као први монарх који је путовао око света. Он је именовао своју сестру и наследника Лилиуокалани да делује као регент током његовог одсуства.
Запловивши 20. јануара, посетили су Калифорнију пре него што су отпловили у Азију. Тамо су провели четири месеца у дијалогу о радном односу у Јапану и Кини, док су разгледавали и ширили добру вољу кроз нације које су потенцијални извори за раднике. Наставили су кроз југоисточну Азију, а затим су се у јуну упутили ка Европи, где су боравили до средине септембра. Њихови најпродуктивнији преговори о имиграцији били су у Португалу, где је Армстронг остао да преговара са владом о проширењу постојећег уговора на хавајима.
У њиховом одсуству извршен је атентат на председника Џејмс А. Гарфилд из Вашингтона. На повратном путовању у Сједињене Државе, Калакауа је упутио куртоазни позив Гарфилдовом наследнику Честер А. Артуру. Пре него што је кренуо у вожњу возом око Сједињених Држава, Калакауа је посетио Томас Алва Едисона ради демонстрације електричног осветљења, расправљајући о његовој потенцијалној употреби у Хонолулуу.
Хавајски алманах и годишњак Томас Трум за 1883. годину пријавио је Калакуа трошкове, путовања које је влада приложила као 22.500 америчких долара, иако његова лична преписка указује на то да је прерано премашио ову вредност.

#### Србија и Хаваји
Краљ Калакуа је обилазио, Европу, Африку и Азију, и његови изасланици тражећи формално признање своје државе. Дипломата Кертис Иауке посетио је Србију 1833. Предао је писмо свог монарха и пренео његову жељу да се везе између Србије и Хаваја убрзо учврсте и уручио краљу Милану Обреновићу највиша одликовања Краљевски орден Калахуле (Краљевине Хаваја). „Пијем за здравље и срећу краља Калакауе и краљице Капиолани, за просперитет Хавајског краљевства и нације“, рекао је крунисани краљ Милан хавајском дипломати Иаукеу на пријему у двору, који је приређен у његову част на Видовдан 1883. године. На церемонији успостављања дипломатских односа Милан и Наталија Обреновић, као и премијер Милан Пироћанац, носили су хавајско краљевско ордење, које донео Иаукеа. У краљевској палати Иолани у Хонолулуу, престоници Хаваја, поред мноштва артефаката који сведоче о бурној прошлости егзотичних острва, чувају се и три српска ордена Таковског крста и један Светог Саве, дар краља Милана хавајском монарху Калакауа и његовој супрузи Капиолани.
Хавајске новине „Пацифички комерцијални адвертајзер“ је 18. августа 1883. пренео атмосферу с бала, нагласивши много комплимената хавајској држави, нарочито од краља Милана. Дипломата Иаукеа је по повратку кући записао: „Никад нећу заборавити тај 28. јун због почасти које су ми потпуно неочекивано указали српски краљ и краљица.“ Краљ Калакуа је написао захвалницу краљу Милану и њихова преписка се чува у Државном архиву Хаваја.

### Палата Иолани
Палата Иолани је једина краљевска палата на америчком тлу. Прва палата била је корална и дрвена грађевина која је служила пре свега као канцеларијски простор за краљевске монархе почев од Камехамеха III. 1845. године. Кад је Калакауа постао краљ, структура је пропала и наредио је да се уништи и замени новом зградом. Током заседања законодавног тела 1878. године. Волтер М. Гибсон, политички поборника Калакауае, прогурао је издвајања од 50.000 долара за нову палату.
Изградња је започета 1879. године, а касније је додељено додатних 80.000 америчких долара за постављање и завршетак градње. На дизајну су радила три архитекта, Томас Џ. Бејкер, Чарлс Џ. Вол и Исак Мур. 31. децембра 1879. године, 45. рођендан краљице Капиолани, био је датум који је Калакуа изабрао за полагање камена темељца. Министар спољних послова Џон Камини Капена одржао је свечано обраћање на хавајском језику, као господар масонске ложе „Напредак Океаније” (енгл. Le Progres de L'Oceanie). Калакуа је оптужио слободне зидаре за организовање церемоније. Све цивилне и војне организације на Хавајима учествовале су у паради пред оснивањем. Пацифички комерцијални издавач приметио је да је „једна од највећих палата у Хонолулу у последњих неколико година“. У углу је запечаћена капсула бакарног доба са фотографијама, документима, валутом и хавајским пописом становништва. Након одржаних говора, масони су краљу поклонили „зидарске алате“, оловку, либелу, квадратни алат и глетерицу.
Између полагања камена темељца и завршетка нове палате, Калакуа је видео како живе други монарси. Желео је да Иолани задовољи стандарде остатка света. Намештај и ентеријер завршене палате одражавали су то. Одмах по њеном завршетку, краљ је позвао свих 120 чланова ложе „Напредак Океаније” на састанак у палати. Калакуа је такође видео током посете Едисон студију, колико ефикасна може бити Електрична мрежа за краљевство 21. јула 1886. године, палата Иолани је била пионир краљевства и показала је технологију са првим електричним светлима. Монарх је позвао јавност на свечаност паљења на терену палате која је привукла 5.000 гледалаца. Краљевски хавајски бенд чаврљао је, послужено је освежење, а краљ је показао своје трупе око терена. Укупни трошкови изградње и опремања нове палате износили су 343.595 УСД.

### Крунисање 1883.
Калакауа и Капиолани били су ускраћени за церемонију крунисања 1874. године због грађанских немира након избора. Под финансијским председником Гибсоном, законодавство из 1880. године издвојило је 10.000 долара за крунисање. Сматрало се да је Гибсон главни заговорник догађаја. 10. октобра 1882. године, Сатурдаи Пресе је објавила да није сва јавност била за крунисање. Од тог тренутка, Гибсон-ова улога у финансијама краљевине и његов утицај на Калакауа почиње да се налази под лупом: „Наш свестрани премијер... повлачи још један конац у овој марионетској фарси.“ У исто време, новине су кориле многе недавне акције и политику не само Гибсона већ и краљевог кабинета уопште.
Церемонија крунисања и сродни слављенички догађаји били су распоређени током двонедељног периода. За церемонију 12. фебруара 1883. изграђени су специјални павиљони и трибина у облику осмоугаоника. Извршене су припреме за очекивану гужву већу од 5.000, са столицама за травњак како би се прилагодило било каквом преливању. Пре самог догађаја, поворка од 630 одраслих и деце продефиловала је од центра града до палате. Калакауа и Капиолани, у пратњи њихове краљевске свите, изашли су из палате на терен за догађаје. Крунисању је претходило хорско певање и формално рецитовање краљевих званичних титула. У вестима је забележено: „Краљ је изгледао лоше." Врховни судија Врховног суда Хаваја Алберт Франк Јуд служио је и предао краљу заклетву. Потом је круну ставио краљу на главу. Церемонија је завршена певањем хора и молитвом. Планирани пријем након крунисања од стране Калакауа и Капиолани отказана је без претходне најаве. Павиљон, крунидбе Калакауа данас служи као појас за Ројал Хаваиан Бенд.
Након церемоније, Калакауа је открио Камехамеха статуу испред владине зграде, Алиолани Хале, док је Гибсон држао говор. Ова статуа је била друга реплика. Првобитна замисао Гибсона је била намењена стогодишњици доласка капетана Џејмс Кука на Хаваје, статуу је излио Томас Ридгеваи Гулд, али је изгубљена током отпреме са Фокландских острва. Док је реплика стигла, предвиђени датум је прошао и одлучено је да се статуа открије у оквиру церемоније крунисања. Касније је првобитна статуа санирана и рестаурирана. Послат је у Кохала Хаваји, родно место Камехамеха I, где ју је краљ открио 8. маја. Законодавац је за прву статуу доделио 10.000 америчких долара и осигурао је за 12.000 америчких долара. За другу статуу додељено је додатних 7.000 долара, уз додатних 4.000 долара од новца осигурања утрошеног за додавање четири панела са рељефом који приказују историјске тренутке током владавине Камехамеха I.
Те вечери краљевски пар био је домаћин државне вечере, а касније је било лулу, Хула (плес) се изводио сваке ноћи испред палате. Регата, коњске трке и бројни догађаји испунили су период прославе. Због временских услова, планирано осветљење палате и терена за дан крунисања одржано је недељу дана касније и јавност је позвана да учествује. Ватромет је осветљавао небо у палати и у кратеру бушотине. Велики бал одржан је 20. фебруара увече.
Иако су тачни бројеви непознати, историчар Куикендалл је изјавио да је коначни трошак крунисања премашио 50.000 америчких долара

### Сребрни новац
Ковани Калакауа новац кован је да би ојачао хавајски понос. У то време златници Сједињених Држава били су прихваћени за дугове веће од 50 долара. Дугови испод 50 долара плаћени су америчким сребрним кованицама. 1880. законодавци су донели новчани рачун који им је омогућавао да купе златне полуге за ковницу Сједињених Држава како би направили своје новчиће на Хавајима. Дизајн би на предњој страни имао краљев лик, са хавајским грбом и мотом на задњој страни „Уа Мау ке Еа о ка Ина и ка Поно" (хав. Ua Mau ke Ea o ka ʻĀina i ka Pono). У пословном договору Клаус Шпрекелс, спонзорисао је ковање, купујући потребно сребро. Заузврат, гарантован му је једнак износ од шест посто златних обвезница, чиме му је загарантована добит.
Када су хавајски сребрни новчићи почели да круже у децембру 1883. године, пословна заједница није била вољна да их усвоји, јер се плашила да ће их амерички златник истиснути са тржишта. Шпрекелс је отворио сопствену банку да би их пустио у оптицај. Пословни лидери су се плашили економске инфлације и изгубили су поверење у владу, као и стране владе. Политички ефекти ковања новца довели су до одлагања изборне године 1884. према (независној) странци Куокоа у законодавном телу. Закон о валути је донет да ограничи прихватање сребрњака као средства плаћања за дугове мање од 10 долара. Размена сребра за злато у благајни тада је била ограничена на 150.000 УСД месечно. Године 1903. хавајски сребрни новац је откупљен за америчко сребро и отопљен у ковници Сан Франциска.

### Војна политика
На почетку своје владавине, Калакауа је обновио краљевску гарду, која није постојали од укидања јединице од стране његовог претходника Луналила 1874. године. У почетку је краљ основао три добровољачке чете: Лелеиохоку гарду, коњичку јединицу; Принце Овн, артиљеријска јединица; и Хавајске гарде, пешадијске јединице. До краја његове владавине, војска Краљевине Хаваја састојала се од шест добровољачких чета, међу којима су: краљево, краљичина, принчева, Лелеиохоку гарда, Мамалахоа гарда, Хонолулу пушке и редовне трупе краљеве личне гарде. Редове ових пукова чинили су углавном хавајски официри делимично са неколико белих официра, укључујући и његовог шурака Џон Овен Доминис. Свака јединица је била за активну услугу, по позиву када је било потребно. Краљ и гувернер из Оаху имали су и своје лично особље војних официра у чиновима пуковника и мајора.
Дана 1. октобра 1886. године усвојен је Војни закон из 1886. године, са којим је створени ратни одсек и одељење морнарице под министром спољних послова, који је такође требао служити као ратни министри у морнарици. Доминис је постављен за генерал-потпуковника и врховног команданта, а именовани су и други официри, док је краљ именован за врховног команданта и генералисима Хавајске војске. Отприлике у то време, влада је такође купила и наручила брод Његовог Величанства (ХХМС) Каимилоа, први и једини брод Хавајске краљевске морнарице, под командом капетана Џорџ Е. Гресли Џексон.
После 1887. године, створена је војна комисије за укидање, Доминис и његов штаб официра отпуштени су из економских разлога, а војни закон из 1886. године касније је проглашен неуставним. Донет је Војни закон из 1888. године, а величина војске смањена је на четири добровољачке чете: пушке Хонолулуа, краљево, краљичина, принчева, Лелеиохоку гарда. 1890. године још један војни акт додатно је ограничио војску на краља и краљевске гарде.

### Полинезија
Идеја о умешаности Хаваја у унутрашње ствари полинезијских нација постојала је најмање две деценије пре избора Калакауа, када се Аустралијанац Чарлс Сент Јулијан пријавио да буде политичка веза са Хавајима 1853. Није постигао ништа важно од било каквог значаја. На интересovawe Калакауа за формирање полинезијске коалиције, са њим на челу, утицали су и Волтер М. Гибсон и италијански војник среће Селсо Цезар Морено. 1879. Морено је подстицао краља да створи такво царство у Хавајима на врху царства, уједињујући под своје жезло целу полинезијску расу и учини Хонолулу монархијским Вашингтоном, где ће се представници свих острва сазивати у Конгресу.
Као одговор на активности Немачке и Британије у Океанији, Гибсонов пацифички комерцијал позвао је на посвећеност Хаваја заштити острвских држава од међународне агресије. Гибсон је постављен 1882, у кабинету Калакауа за министра спољних послова. 1883 увео је одобрење закона којима се стране владе писмено обавештавају да Хаваји у потпуности подржавају независност полинезијских нација. Следеће писмо, „Хавајски протест“, које је написао, нације који су га примиле углавном су игнорисале. Дневни билтен из Хонолулуа објавио је свој коментар: „Истинска политика Хаваја је да задржи пажњу на себи“. Хаваиан Газете критиковао је Гибсонов карактер и подругљиво назвао предложени подухват „Царством Калабаша“.
1885. године Гибсон је послао секретара Хенри А. П. Картер у Вашингтон и Европу да пренесе намере Хаваја према Полинезији. Картер је мало напредовао по Гибсоновим упутствима. Позвао је на директну интервенцију у политичком превирању Самоа, где је Немачко царство подржавало побуњенике под њиховим вођом Тамасесе да свргну краља Малието Лаупепа. Да би га одржао на власти, Гибсон је убедио законодавно тело из 1886. године да издвоји 100.000 америчких долара за куповину пароброда Зеаландиа, 50.000 за његове оперативне трошкове и 35.000 за иностране задатке. Џорџ Х. Бејтс, специјални комесар САД на Самои, саветовао је Калакауа да Хаваји треба да се баве својим послом и да се клоне самоанских послова. Уместо тога, Хаваји су послали делегацију коју је предводио Џон Е. Буш на Самоа, где је самоански краљ Малието Лаупепа потписао уговор између Самоанско-хавајске конфедерације 17. фебруара 1887. Буш је Малиетоу такође поклонио Краљевски орден Звезде Океаније, који је Калакауа створио у част монарха и поглавара Полинезијске конфедерације. Влада је послала ХХМС Каимилоу на употребу Буш у посети шефовима других острва Полинезије.
Сједињене Државе и Велика Британија придружиле су се Немачкој изражавајући своје неодобравање уговора. Немачка је упозорила Сједињене Државе и Велику Британију: „У случају да би Хаваји... покушали да се умешају у корист Малието Лаупепа, краљ острва у сендвичу би тиме ушао у ратно стање с нама“. Када су немачки ратни бродови стигли у самоанске воде, Малието се предао и послат је у прогонство. Делегација ХХМС Каимило и Џон Е. Буша опозвана је у Хонолулу након свргавања Гибсонове администрације. Касније објашњење Калакауа мешања Хаваја са Самоа била је: „Наша мисија је једноставно била мисија филантропије више од било чега, али ароганција Немаца спречила је наше добре намере и ... морали смо да повучемо мисију.

## Устав бајонета из 1887
У мемоарима о хавајској револуцији, Санфорд Б. Доле посветио је поглавље бајонетском уставу. Изјавио је да је краљ Калакауа именовао чланове кабинета не због њихове способности да раде посао, већ због њихове способности да се приклоне његовој вољи. Сходно томе, према Долеу, одговарајућа средства премештана су са једног рачуна на други, „за фантастична предузећа и за лично обогаћивање краљевске породице“. Доле је велику кривицу свалио на Гибсона и оптужио Калакауа да је од Тонг Кеа примио мито у износу од 71.000 америчких долара за издавање дозволе за опијум, што је била акција спроведена преко једног од краљевих политичких савезника Јуниус Каеа.
Упркос личном противљењу, Калакауа је 1886. потписао закон којим је створена јединствена дозвола за продају и дистрибуцију опијума. Кае је сугерисао садиоцу пиринча Тонг Кеа, познатом и као Аки, да поклони краљу новц помоћи ће му у куповини. Аки је прихватио предлог и дао краљу хиљаде долара. Још један трговац, Џун Лунг, дао је влади понуду од 80.000 долара, присиливши Акиа да сакупи још више новца. Лиценца је на крају дата Џуну, који је задржавао уплату док му лиценца није стварно предата 31. децембра 1886. Калакауа је признао да га је надгласало пријатељство кабинета са Џун. Након што је Реформска странка преузела контролу над владом, дуг за дозволу за опијум остао је неплаћен. Калакауа је пристао да отплати своје дугове приходом од крунских земаља. Међутим, друге обавезе и неизмирени дугови приморали су га да потпише своје дугове повериоцима који ће контролисати цело приватно земљиште и приходе Крунске земље Калакауа. Када су повереници одбили да додају дуг за опијум, Аки је тужио. Иако је суд пресудио: „Краљ није могао учинити ништа лоше“, повереници су одговарали за дугове.
Хавајска лига је основана да промени статус кво владе „свим неопходним средствима“ удружила је снаге са милицијском групом Хонолулу Рифлес. Предвиђајући државни удар, краљ је 28. јуна предузео мере да се спаси отпуштањем Гибсона и целокупног његовог кабинета. Страхујући од атентата који није искључен, Калакауа се забарикадирао унутар палате. Хавајска лига представила је резолуцију 30. јуна којом се захтева краљева реституција због наводног мита. Познат и као „комитет тринаесторице“, чинили су га: Пол Исенберг, Вилијам В. Хал, Џејмс, А. Кенеди, Вилијам Хајд Рис, Каптаин Џејмс А. Кинг, Е. Б. Томас, Х. Ц Рид, Џон Марк Вивас, В. П. А. Брувер, Рев В. Б Олесон, Сесил Браун, Каптаин Џорџ Рос и Јозеф Балард Атертон.
Новоименовани чланови кабинета били су Виллиам Ловтхиан Греен као премијер и министар финансија, Цларенце В. Асхфорд као државни правобранилац, Лоррин А. Тхурстон за министра унутрашњих послова и Годфреи Бровн као министар спољних послова.

Хавајски комитет је одмах израдио нови устав и представио га Калакауи на потпис 6. јула. Сутрадан је објавио проглашење укидања Устава Краљевине Хаваји из 1864. године. Нови устав добио је надимак Бајонетски устав због принуде под којом је потписан. Његова сестра Лилиуокалани изјавила је у Хавајској причи да је њен брат био уверен, ако не потпише, да ће, извршити атентат. Написала је да више није знао ко је пријатељ или непријатељ. Осећао се изневереним од људи којима је некада веровао и рекао јој је да је свуда где иде био под сталним надзором. 
Од тада је познат као „Бајонет устав“, а име је добро изабрано; јер је окрутни третман који је краљ примио од војних чета, а које су његови непријатељи организовали под другим изговором, али заиста да би им се дала сила принуде, била главна мера која се користила за спровођење његовог подношења.— Лилиуокалани
Бајонетски устав дозвољавао је краљу да именује свој кабинет, али је тај кабинет стављао под искључиву надлежност законодавног тела. Било је потребно да кабинет одобри све извршне радње монарха. Претходно бирачко право (право гласа) било је ограничено на мушке поданике краљевине без обзира на расу. Нови устав ограничио је право гласа само на мушкарце са Хаваја, Америке или Европе који живе на Хавајима и који су имали 21 годину, који су били писмени, без дуга неплаћеног пореза и који су положили заклетву да ће подржати закон државе. Увођење новог минималног квалификатора за имовину од 3.000 долара и минималног прихода од 600 долара за гласаче Дома племића одсекло је многе сиромашне домаће Хавајце да гласају за половину законодавног тела. Натурализованим Азијатима је одузет глас за оба дома парламента.
Гибсон је ухапшен 1. јула и оптужен за проневеру јавних средстава. Случај је убрзо обустављен због недостатка доказа. Гибсон је побегао у Калифорнију 12. јула и тамо је умро 6 месеци касније 21. јануара 1888.
Када је нови устав ступио на снагу, отпуштени су студенти које држава финансира, а који студирају у иностранству. Један од њих био је Роберт Вилиам Вилок, који је послат у Италију на војну обуку. Вилокова прва реакција на промену била је да Лилиуокалани треба да буде постављена као регент. 30. јула 1889. он и Роберт Напуако Боид, и још један студент које је финансирала влада, повели су устанак да би обновили устав из 1864. а тиме и краљеву моћ. Калакауа, који се можда плашио да Вилок покушава да га натера да абдицира у корист своје сестре, у време побуне није био у палати. Владина војна одбрана довела је до предаје побуњеника Вилока.

## Смрт и наследство
Калакауа је испловио за Калифорнију бродом УСС Џарлестон 25. новембра 1890. године. У његовој пратњи били су његови пријатељи од поверења Георге В. Макфарлане и Роберт Хоапили Бакер. Постојала је неизвесност око сврхе краљевог путовања. Министар спољних послова Џон Адамс Куминс известио је да је путовање искључиво због краљевог здравља и да се неће проширити даље од Калифорније. Локалне новине и британски комесар Водехоусе забринули су се да би краљ могао отићи даље на исток у Вашингтон, ДЦ, да би преговарао о даљем уступању Пеарл Харбора Сједињеним Државама након истека споразума о реципроцитету или могуће анексије краљевине. Његова сестра Лилиуокалани, након што га је неуспешно одвратила од одласка, написала је да је желео да разговара о Мц.Кинлеи тарифи са хавајским амбасадором у Сједињеним Државама Хенри А. П. Картером у Вашингтону. Поново је постављена за регента током његовог одсуства.
По доласку у Калифорнију, група је стигла у Сан Франциско 5. децембра. Калакауа, чије је здравље било у паду, одсео је у апартману хотела Палаче. Путујући Јужном Калифорнијом и Северним Мексиком, задобио је лакши мождани удар из Санта Барбара пребачен је натраг у Сан Франциско. Био је стављен под бригу Џорџа В. Вудса, хирурга Тихоокеанске флоте Сједињених Држава. Супротно савету др. Вудса, Калакауа је инсистирао да 14. јануара оде на своју иницијацију у Древном арапском реду племића мистичног светишта (ААОНМС). Добио је тоник Вино Мариани које га је подигао на ноге, и пратио је на обреде пратња из племића мистичког светилишта. Церемоније нису дуго потрајале и враћен је у свој апартман за сат времена. Два дана пре смрти, упао је у кому. Калакауа је умрла у 14:35 у уторак, 20. јануара 1891. Званичници америчке морнарице навели су службени узрок смрти као Бригхт-ова болест (упала бубрега).
Његове последње речи биле су: „Ауе, он канака ау, еиа и локо о ке куконукону о ка ма'и!" Или „Ох, ја сам човек који је озбиљно болестан“. Популарнији цитат „Реци мом народу да сам покушао“, који се приписује његовим последњим речима, заправо је изумео писац Еугене Бурнс у својој биографији Калакауа, последњег рајског краља из 1952. године. Пре смрти, његов глас је снимљен на цилиндру Фонограф који се сада налази у музеју Бишоп.
Вест о Калакауа смрти стигла је на Хаваје тек 29. јануара, када се Џарлестон вратио у Хонолулу са краљевим посмртним остацима. Као његов именовани наследник, Лилиуокалани је истога дана ступила на престо.
После државног погреба у Калифорнији и другог у Хонолулуу, краљеви остаци су сахрањени у краљевском маузолеју Мауна Ала 15. фебруара 1891. године, а његова породица се преселила у подземну крипту Калакауа након што је главна зграда маузолеја претворена у капелу.

## Наслеђе
Владавина Калакауа се генерално сматра првом хавајском ренесансом, како због његовог утицаја на хавајску музику, тако и због других доприноса којима је дао да оживи хавајску културу. Његови поступци инспирисали су поновно буђење хавајског поноса и национализма за краљевину.
Током раније владавине хришћанског преобраћеника Каахуману, плесање хуле било је забрањено и кажњиво по закону. Наредни монарси су постепено почели да дозвољавају хулу, али је Калакауа тај који ју је вратио пуном снагом. Песме, мелес хула били су део званичне забаве на крунисању и рођендану Калакауа. Позвао је све Хавајце са знањем о древним мелама и појама да присуствују крунисању и дао је музикологу А. Маркусу да посматра свечаност. Културолошко наслеђе Калакауа живи и даље на фестивалу Мерие Монарџ, велико годишње такмичење у хула у Хилу на Хавајима које је започело 1964. године и именовано је у његову част. Као композитор старих напева или меле, Калакауа је први пут објавио писану верзију кумулипа, напев са 2.102 реда који се традиционално преносио усмено. Она прати краљевску линију и стварање космоса. Такође је познато да је оживео Луа хавајске борилачке вештине и сурфовање.
Хавајски одбор за здравство (различит од владиног одбора за здравство) који је донело законодавно тело 1886. године састојао се од пет аутохтоних Хавајаца, које је именовао Калакауа, који су надгледали лиценцирање и регулисање традиционалне праксе завичајних исцелитељских уметности. Такође је именовао Ему Кали Мекалф Бекле Накуина за прву домаћу хавајску кустосицу Хавајског националног музеја и повећао финансирање те институције.
Зграда краља Давида Калакауа уврштена је у Национални регистар историјских места 1975. године под бившим називом америчка пошта, царинарница и судница. Смештено у улици Мерџант 335 у Хонолулу, некада је било службено седиште владе на територији Хаваја. Зграда је преименована у Калакауа 2003. године.